# 軍神
軍神（ぐんじん、ぐんしん、いくさのかみ、いくさがみ）とは：
1. 軍事・戦争を司る神。武神もしくは闘神、戦神ともいう。
2. 壮烈な戦死を遂げて神格化された軍人。

## 概要
軍神とは戦勝や武運長久を祈願し、聞き届けてくれるといわれる神を指す。
日本では、天照大神が瓊瓊杵尊を葦原中国に降されるにあたり、武甕槌神と経津主神が先発して平定したという故事が『日本書紀』に記されており、その2柱の神をそれぞれ祀った鹿島神宮・香取神宮は、古くから軍神として崇められた。また、葦原中国を建国した大国主神や、その子供で武甕槌神と戦った建御名方神（諏訪大社の祭神）も軍神とされる。
『寛永諸家系図伝』第一（続群書類従完成会）には、源頼義が康平5年（1062年）に、「下知して、合戦の勝負、今日にあり、我、軍神を拝す、と誦（じゅ）し、高く声をあげること3度」とあり、鬨の声と同様に3度繰り返す作法が見られる。
また平安時代後期から中世にかけて、武家の筆頭であった清和源氏が石清水八幡を氏神とし、鎌倉の鶴岡八幡宮をはじめ各地に勧請したことから、八幡神は広く武士達に軍神として崇拝されるようになった。八幡神の神使は鳩であり、武家が軍神の使いとして「鳩紋」を用いた（「鳩#人との関係」の「国・地域ごとの状況」を参照）。
「人々が地上で戦いを繰り広げている時、天上では神々も同じように戦っている」とする「神軍・神戦思想」は、鎌倉後期（13世紀末）の蒙古襲来時に最も明瞭な形で現れるが、1世紀後の『明徳記』においても同様の思想が確認でき、内容としては、神社において神饌が集まらないことを不思議に思った僧侶の夢の中で、明徳の乱に際し、八幡神が諏訪・住吉神に命じ、都に神々が集まったため、神が留守になった社では、祭礼も神饌も必要無いと告げられたという記述である。
中世では神仏習合の影響から軍神は肉食を嫌うという考えが現れ、上泉信綱伝の『訓閲集』（大江家兵法書を戦国風に改めた兵書）巻六・巻八には、「諸肉を軍神が嫌う」「陣中では禁肉食」という記述がみられる。（ただし、諏訪大社の祭神は肉食を許す狩猟の神として広く信仰され、その例外に当たる。）また巻十「実験」では、凱の声は軍神の勧請（神仏の来臨を請う）であり、勝凱をつくることは軍神を送り返し奉る声であると記している。
軍神は戦場では旗に降りると考えられ、『小田原北条記』巻三には、「上杉朝定は父が死別してから百か日にもならないのに、もっぱら合戦に明け暮れていた。神は清浄な所に身を宿し、汚濁から姿を消す。一体、穢れに染まった旗の上に、どうして守護の軍神も姿を宿そうか」と記述があり、軍神といえども喪中の穢れを嫌うという主張がなされている。
戦場で討ち取られた首は首実検後、軍神に奉げられるものであり、『関東古戦録』巻三では、「上杉景虎は首実検をして軍神への生贄ができたと喜んだ」という記述がある。
近代以降になると勇猛な戦死者の美称としても用いられるようになった。西住小次郎中尉以後は軍が公式に指定する事になる。
前近代の中国では、出陣の前に、軍神に対して生贄を出したことから「血祭」という語ができた。

## 伝統的な軍神
西洋では、ギリシア神話のアレスやローマ神話のマルスなどが軍神とされる。また中国では蚩尤や関帝などが、ハワイ神話ではクーが軍神とされる。
日本では、
- タケミカヅチ（鹿島神宮）
- フツヌシ（香取神宮）
- タケミナカタ（諏訪大社） - 諏訪信仰は源頼朝によって、「日本一の軍神」の称号を奉られた[3]ことにより中世期に地位が上がった。
- ヤチホコ（出雲大社）
- スサノオ
- ウマシマデ
- ヤマトタケル

などが軍神とされた。

## 中世－近世の日本
中世武士の時代になると源氏が石清水八幡を氏神とし、各地の源氏も八幡神を祀ったところから、八幡神を軍神とした。

### 復興軍神
- 楠木正成
- 新田義貞

### 戦国時代
- 越前朝倉氏の武将・朝倉宗滴は、軍事的には軍奉行として朝倉軍を率いて数々の武勲を立てて朝倉家の武威を高めると周辺諸国に恐れられ、軍神と呼ばれた。
- 豊後大友氏の武将・立花道雪は、大戦37回小戦百余回ほぼ無敗の戦績であり、その軍才と勇猛は諸国に知られて恐れられ、九州の軍神として誉めたたえられた。

- 越後の戦国大名・上杉謙信は、自身が毘沙門天の信仰により、そしてあまりの戦上手として軍神と呼ばれ、他の大名に恐れられていた。

## 近代の日本の軍神
戦死の記事も参照のこと。 
明治以降の日本での軍人としては乃木希典大将、東郷平八郎元帥のほか以下に列する人々が著名である。当初は公式のものではなく、主にマスコミが尊称として用いていた。西住小次郎以後、軍が公式に指定するようになり、軍神に指定された軍人の生家には「軍神の家」という表札が掲げられるようになる。軍隊内においても精神的な指導としてもあった。また、この時代は皇室に忠誠を尽くした日本史上の人物も軍神の象徴として神格化された。

### 広瀬武夫中佐
日露戦争中の旅順港閉塞作戦において、閉塞船福井丸を指揮していた海軍少佐（戦死後に海軍中佐）広瀬武夫は、敵弾飛び来る中で行方不明となった部下の海軍一等兵曹（戦死後に海軍兵曹長）杉野孫七を探して退避が遅れ、ロシア海軍の砲弾の直撃を受けて戦死した。
決死的任務を敢行し、また自らの危険を顧みず部下の生命を案じて戦死を遂げたことから、歿後すぐに軍神とされた。のちに唱歌『広瀬中佐』に「杉野は何処、杉野は居ずや」のように歌われた。現存しない東京・万世橋駅前には広瀬（と杉野）の銅像も建てられていた。

### 橘周太中佐
日露戦争中の遼陽会戦において、歩兵第34連隊第1大隊長であった陸軍少佐（戦死後に陸軍中佐）橘周太は、首山堡攻略に当り最前線で指揮を執り全身に傷を負いながら、一歩も引くことなく壮烈な戦死を遂げた。特にこの日（8月31日）がかつて東宮武官として側近く仕えた皇太子嘉仁親王（後の大正天皇）の誕生日であったことから、命を賭して首山堡攻略に努めたとされている。彼の戦死もまた『橘中佐』という唱歌に歌われた。

### 佐久間勉大尉
1910年（明治43年）4月15日、山口県新湊沖にて第六潜水艇がガソリン潜航実験の半潜航訓練中に沈没、艦長の佐久間勉大尉以下14名全員が殉職した。佐久間艇長は艇内にて最期まで冷静かつ的確な指示を行った結果、混乱が起こることは無くほぼ全員が持ち場を離れず死亡しており、持ち場以外にいた者も潜水艇の修繕にあたっていた。佐久間自身はガスが充満し死期の迫る中、39ページにも及ぶ遺書を残しており、その中で明治天皇に対する潜水艇の喪失と部下の死を謝罪し、事故原因の分析を記していた。これは国内外から大きな反響を呼び、長らく修身の教科書でも紹介された。

### 肉弾三勇士
「爆弾三勇士」とも。第一次上海事変時、国民革命軍第19路軍が上海郊外に築いた陣地の鉄条網に対して、突撃路を築くため、点火した破壊筒をもって敵陣に突入爆破し、自らも爆死した独立工兵第18大隊（久留米）の3名の一等兵（戦死後に伍長）のことを指す。昭和期に入って初めての軍神。
- 江下武二 伍長
- 北川丞 伍長
- 作江伊之助 伍長

東京・芝の青松寺には、彼らの銅像の一部が残されている。
また、田河水泡著「のらくろ」の『少年倶楽部』1932年5月掲載分にこれをモチーフにした描写がある。その内容は、のらくろの部隊も参加した戦いで、鉄条網破壊作戦に志願した3名が背に爆弾を背負い鉄条網に向かって行きそのまま爆死するというもの。のらくろはその戦の功績（敵大将を生け捕った）で上等兵に昇格したが、戦死した決死隊3名の墓前で涙を流す、珍しい作風の締めとなっている。のちに刊行された単行本『のらくろ上等兵』でリライトされた際には、3名が破壊筒を携えていく、実際の「三勇士」に近い描写に変更されている。

### 荒木克業大尉
満州事変後、元張学良軍出身の軍人たちが満州国建国に反発して邦人を人質にしたホロンバイル事件において、鉄道第一連隊の所属だった荒木克業中尉（死後大尉に昇進）は、追撃隊の先頭となった。道中、敵の放った突放貨車の脱線を試みたが、脱線器の装着具合を確認していたため退避が遅れ戦死。死後、浄瑠璃や浪花節に取り上げられ、鉄道第一連隊の敷地内には銅像が制作された。

### 杉本五郎中佐
山西省広霊県において中隊長として従軍した杉本五郎少佐（死後中佐）は、敵陣に突撃して重症を負い、直立不動の姿勢で宮城(皇居の前呼称)の方角へ敬礼をしたまま絶命した。
国粋主義者であった彼の遺書「大義」は、終戦に到るまで版を重ね29版、130万部を超える大ベストセラーとなった。

### 西住小次郎大尉
久留米戦車第一連隊の小隊長であった西住小次郎中尉（死後大尉に昇進）は、第二次上海事変から徐州会戦中の昭和13年5月17日に流れ弾に当たって戦死するまでの間、30回以上の戦闘に参加した。菊池寛による小説「西住戦車長伝」が東京日日新聞・大阪毎日新聞に連載され、1940年（昭和15年）松竹により映画化、上原謙が西住役として主演している。
軍から公式に「軍神」として指定されたのは西住が最初。

### 九軍神

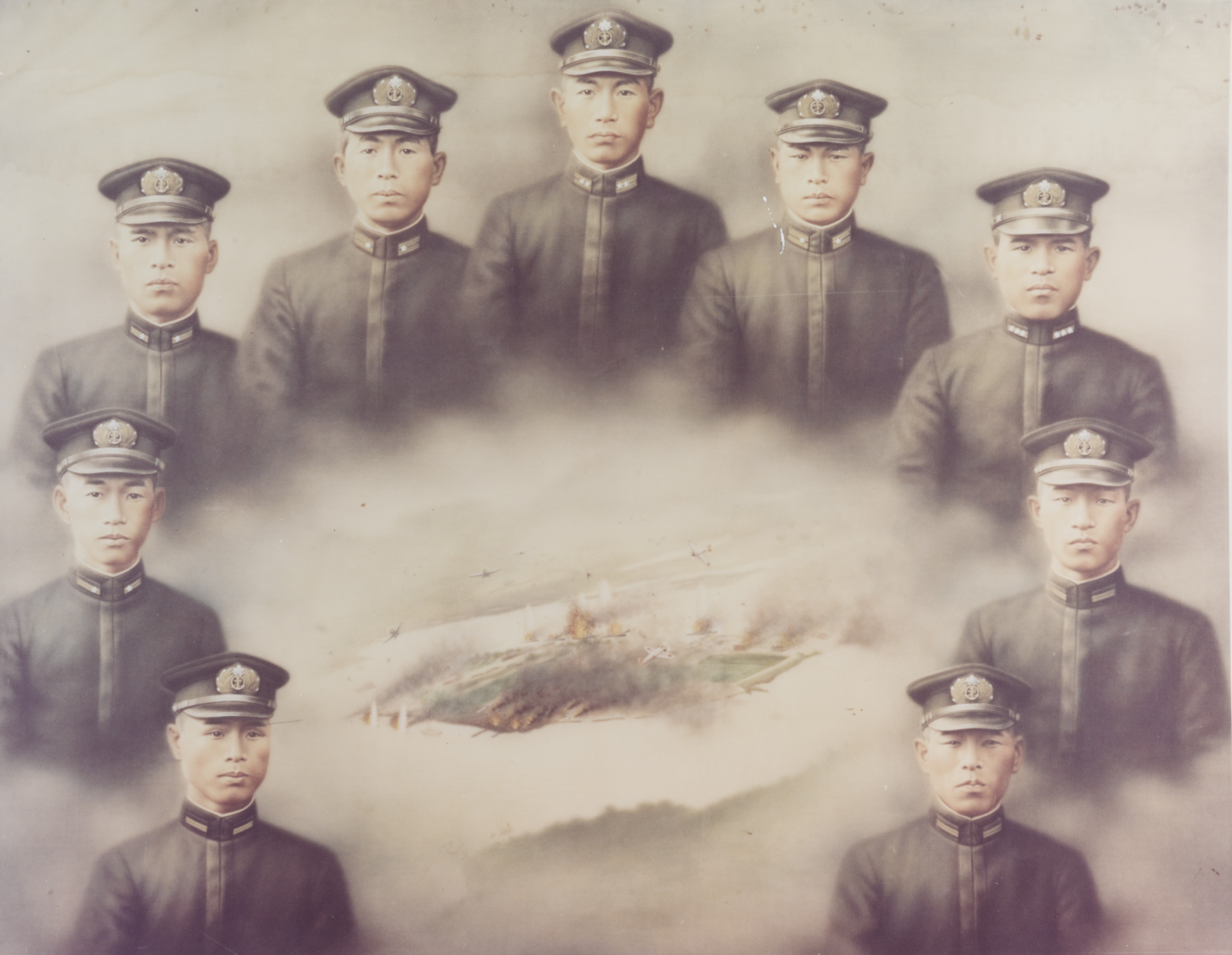
九軍神

大東亜戦争中のハワイ海戦（真珠湾攻撃）において、甲標的に乗組み、未帰還となった海軍大尉（戦死後に海軍中佐）岩佐直治ら以下の9名が「特別攻撃隊の偉勳」として軍神とされた。（1942年3月6日海軍省発表）
- 岩佐直治 中佐
- 横山正治 少佐
- 古野繁実 少佐
- 広尾彰 大尉
- 佐々木直吉 特務少尉
- 横山薫範 特務少尉
- 上田定 兵曹長
- 片山義雄 兵曹長
- 稲垣清 兵曹長

潜航艇は1隻2人乗りで、生存者の酒巻和男少尉は捕虜となったのだが、大本営発表ではこの事実は伏せられた。但しVOAの報道により実態は密かに流布された。
甲標的の訓練が行われた三机湾（愛媛県伊方町）には慰霊碑が設置されている。
九軍神を題材にした文学作品には、坂口安吾の短編小説『真珠』があり、詩人の佐藤春夫、斎藤茂吉、高浜虚子も以下のような献句を綴っている。
ますら男のかたき心に

かねてより水漬屍を

こひねがひ時到る日を待てりしか

友九人ねがひは一つ—佐藤春夫「特別攻撃隊軍神の頌の（一）」
九つの軍の神のおもかげをすめらみことはみそなはします

にごりなくひたぶるにしてささげたる九御命あふがざらめや

そのこころ極まりぬればあなこ漬け特別攻撃隊の名をぞとどむる—斎藤茂吉
其名こそ春あけぼのの目にさやか

若草に老の涙はけがらはし母子草

その子の母もうち笑みて—高浜虚子「軍神九柱」

### 松尾敬宇中佐
シドニー湾攻撃に特殊潜航艇艇長として参加した松尾敬宇大尉は、魚雷発射管の故障により攻撃が叶わず、艇を敵艦へ体当たりさせることで魚雷を爆発させようと図ったが、これも失敗。部下とともに自決した。死後2階級特進し、豪海軍より丁重に葬儀が行われた（詳細は特殊潜航艇によるシドニー港攻撃#海軍葬を参照）。松尾ら4人の戦死は当時の日本で美談視されていたが、1942年10月5日、遺骨が日本に送還されてきた際に、海軍は報道各社に「特殊潜航艇4勇士は軍神扱いせざること」を申し入れた。これは、真珠湾攻撃の際に特殊潜航艇で戦死した「九軍神」の希少価値を下落させたくない、との配慮とみられている。

### 加藤建夫少将
大東亜戦争中のベンガル湾上空におけるイギリス空軍機との空戦で被弾し、1942年に戦死した陸軍中佐（戦死後に陸軍少将）加藤建夫が軍神とされた。軍神とされた理由としては、加藤は日本軍史上最多の7枚の感状（個人感状・部隊感状合わせ）を受賞の古参の戦闘機操縦者であり、何よりも高潔ながらも愛嬌があり、誰からも信頼されるその人柄の良さ、軍人として優れた指揮官であった事からとされる。また、加藤はその名を配した加藤隼戦闘隊として有名な帝国陸軍飛行第64戦隊戦隊長であり、後に加藤や部下の戦隊隊員達の活躍や最期を描いた戦争映画「加藤隼戦闘隊」が作られ、同隊の部隊歌も有名となった。

### 関行男中佐
大東亜戦争中の1944年に発生したレイテ沖海戦において、神風特別攻撃隊・敷島隊隊長として指揮し、自らもアメリカ艦船に突入し戦死した、特攻隊の戦死者第1号として有名な海軍大尉（戦死後に海軍中佐）関行男も、死後は軍神として畏敬の対象とされた。10月25日の4度目の出撃で、敷島隊1機（一説には2機）が護衛空母セント・ローに突入し撃沈させた。これは一般に関機と言われ、関大尉は戦死した。実際の特攻隊の戦死者第1号は大和隊隊長・久納好孚中尉であるが、「海兵出身者を特攻第1号に」との上層部の意向で、関が特攻第1号として公表された。